# NGC 6559
NGC 6559 is een emissienevel in het sterrenbeeld Boogschutter. Het hemelobject werd op 1 juli 1826 ontdekt door de Britse astronoom John Herschel.

## Synoniemen
- LBN 29
- ESO 521-*N40